# Keinutakjaure
Keinutakjaure är en sjö i Kiruna kommun i Lappland och ingår i Torneälvens huvudavrinningsområde. Sjön har en area på 0,274 kvadratkilometer och ligger 579 meter över havet. Keinutakjaure ligger i Torne och Kalix älvsystem Natura 2000-område.

## Delavrinningsområde
Keinutakjaure ingår i det delavrinningsområde (754068-166616) som SMHI kallar för Mynnar i Stuor Vuonas. Medelhöjden är 610 meter över havet och ytan är 22,31 kvadratkilometer. Det finns inga avrinningsområden uppströms utan avrinningsområdet är högsta punkten. Vattendraget som avvattnar avrinningsområdet har biflödesordning 4, vilket innebär att vattnet flödar genom totalt 4 vattendrag innan det når havet efter 426 kilometer. Avrinningsområdet består mestadels av skog (35 procent), öppen mark (37 procent) och kalfjäll (25 procent). Avrinningsområdet har 0,7 kvadratkilometer vattenytor vilket ger det en sjöprocent på 3,1 procent.